# Addison Richards
Addison Richards, född 20 oktober 1902 i Zanesville, Ohio, död 22 mars 1964 i Los Angeles, Kalifornien, var en amerikansk skådespelare. 

## Filmografi i urval
- 1934 – Vårt dagliga bröd
- 1934 – Så'nt händer i Chicago
- 1935 – Den stora razzian
- 1935 – The Eagle's Brood
- 1935 – Here Comes the Band
- 1935 – Frisco Kid
- 1935 – Sensationen för dagen
- 1936 – Blod och guld
- 1936 – Orkan över Karibiska havet
- 1936 – Road Gang
- 1939 – Nick Carter - mästerdetektiv
- 1939 – 12 spännande timmar
- 1939 – Andy Hardy får vårkänslor
- 1939 – They Made Her a Spy
- 1939 – Geronimo - den röde hämnaren
- 1940 – Edison, uppfinnaren
- 1940 – Charlie Chan in Panama
- 1940 – Andy Hardy och oskulden
- 1940 – Pony Express Days
- 1940 – Cobra
- 1941 – Texas
- 1941 – Andy Hardys privatsekreterare
- 1941 – Forbidden Passage
- 1941 – Sheriff of Tombstone
- 1942 – De flygande tigrarna
- 1942 – En dam smider planer
- 1942 – Bragdernas man
- 1942 – Man With Two Lives
- 1943 – The Mad Ghoul
- 1943 – Hjältar dö aldrig
- 1944 – Main Street Today
- 1944 – Stilla havets hjältar
- 1945 – The Shanghai Cobra
- 1945 – Bewitched
- 1946 – Criminal Court
- 1949 – Rustlers
- 1950 – Det stora bakhållet
- 1955 – Fort Yuma
- 1955 – Mord på fel person
- 1957 – Hjortdödaren
- 1957 – Gunsight Ridge